# Industria electrónica

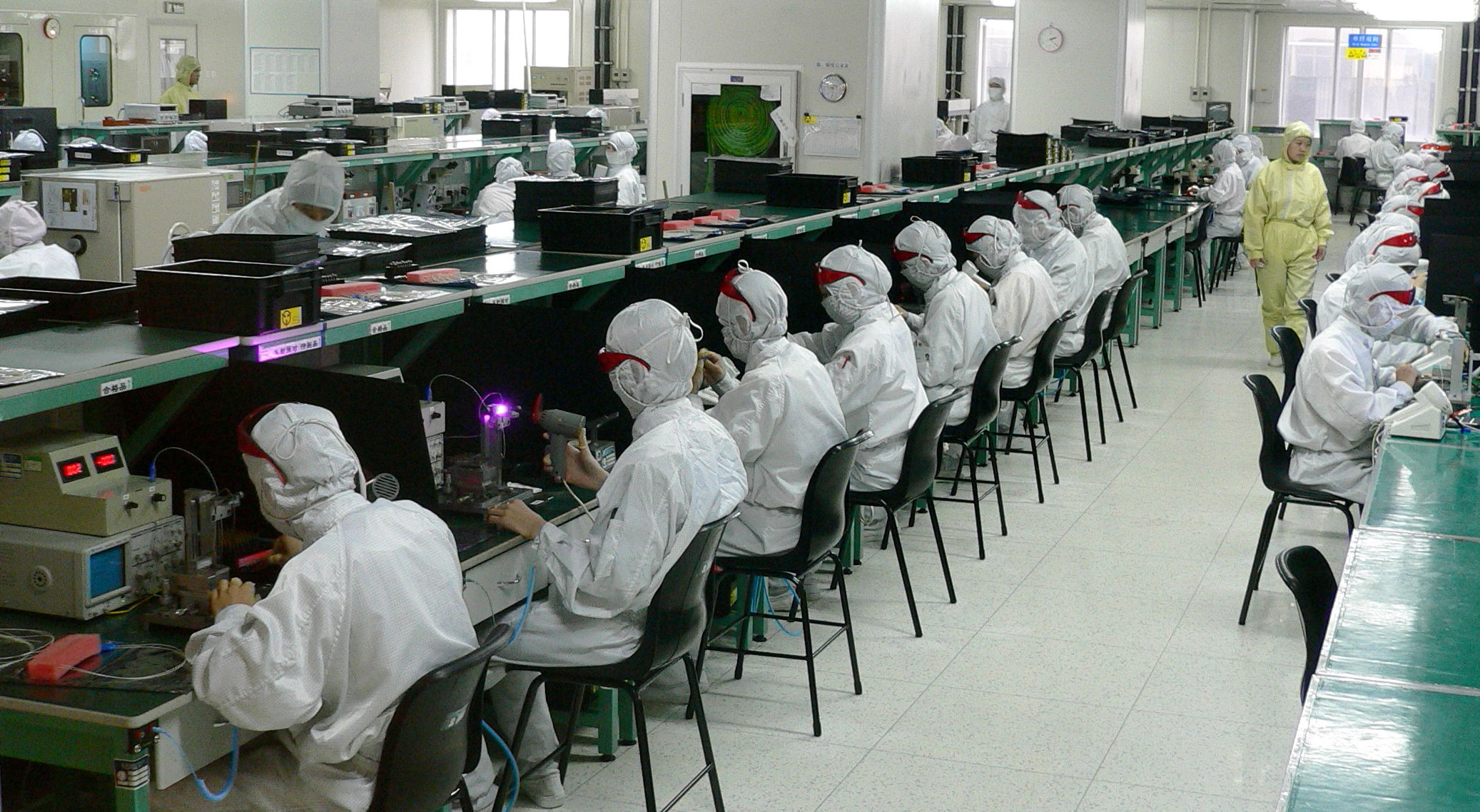
Trabajadores en una fábrica de componentes electrónicos ubicada en Shenzhen, China.

La industria electrónica surgió en el siglo XX y es una de las industrias mundiales más grandes. La sociedad posindustrial contemporánea utiliza una amplia variedad de dispositivos electrónicos construidos en fábricas automáticas o semiautomáticas operadas por esa industria. Dichos productos se ensamblan principalmente a partir de transistores MOSFET y circuitos integrados, estos últimos principalmente mediante fotolitografía, y a menudo, en placas de circuito impreso.
El tamaño de esa industria y el uso de materiales tóxicos, así como la dificultad de reciclar han llevado a una serie de problemas con los desechos electrónicos. La regulación internacional y el derecho medioambiental se han desarrollado como esfuerzos para enfrentar estos problemas. El componente electrónico más fabricado es el transistor MOSFET inventado en 1959, el "caballo de batalla" de la industria electrónica. La industria electrónica consta de sectores variables. La fuerza impulsora central detrás de toda la industria electrónica es el sector de la industria de fabricación de semiconductores, que tiene ventas anuales de alrededor de 481 mil millones de dólares estadounidenses en 2018. Uno de los sectores industriales más grandes es el comercio electrónico, que generó alrededor de 29 billones de dólares estadounidenses en 2017.